# Deux Mères (film, 2013)
Pour les articles homonymes, voir Deux Mères.
Pour plus de détails, voir Fiche technique et Distribution.
Deux Mères (Zwei Mütter) est un film allemand réalisé par Anne Zohra Berrached en 2013,.

## Synopsis
Isabella (Karina Plachetka) et Katja (Sabine Wolf), un couple de femmes, désirent avoir un enfant. Malheureusement, en tant que lesbiennes, le chemin s’avère rapidement être un parcours du combattant.

## Fiche technique
- Titre français : Deux Mères
- Titre original : Zwei Mütter
- Réalisation : Anne Zohra Berrached
- Scénario : Anne Zohra Berrached
- Producteur exécutif :
- Musique :
- Pays d'origine :  Allemagne
- Genre : Drame, romance saphique
- Durée : 75 minutes (1 h 15)
- Date de sortie :
  -  Allemagne : 30 mai 2013
- Classification :
  -  Royaume-Uni : interdit aux moins de 15 ans[3]

## Distribution
- Karina Plachetka : Isabella Bürgelin
- Sabine Wolf : Katja Maria Maisch
- Florian Weber : Florian Weber
- Maarten Van Santen : Maarten Van Santen
- Tilmann A. Müller : Tilmann Müller